# Famille Trafficante
 (août 2017).
Si vous disposez d'ouvrages ou d'articles de référence ou si vous connaissez des sites web de qualité traitant du thème abordé ici, merci de compléter l'article en donnant les références utiles à sa vérifiabilité et en les liant à la section « Notes et références ».

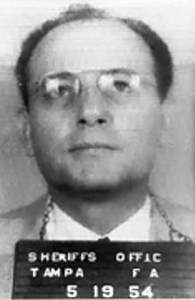
Santo Trafficante Junior en 1954

La famille de Tampa (ou famille Trafficante), implantée en Floride, est l'une des 25 familles de la mafia américaine plus connue sous le nom de Cosa nostra. La famille Trafficante fut créée en 1925.

## Historique
La première famille criminelle italienne de Tampa commence avec Ignacio Antinori en 1925. Ce dernier est né à Palerme en Sicile en 1882. Antinori est le premier parrain  officiel de Tampa. Il dirige la famille jusqu'à son assassinat en 1940. Son successeur est Santo Trafficante. Ce dernier est né à Cianciana en Sicile en 1886. À 18 ans, il débarque en Floride à Tampa. Vers la fin des années 1920, Trafficante arrive à s'imposer dans le crime organisé de Tampa. Officiellement, il possède une usine de fabrication de cigares. Rapidement, il étend les activités de la famille aux paris illégaux. Trafficante prend possession des casinos cubains avec l'aide de son fils Santo Trafficante junior en 1946. La famille Trafficante fit beaucoup d'argent sur l'île mais elle ne put jamais accaparer complètement Cuba. Trafficante senior mourut de cause naturelle en 1954.
Santo Trafficante junior succéda à son père. Il fut un parrain très influent dans les années 1960~1970.
De nos jours, la famille Trafficante est en concurrence sur son propre territoire avec d'autres familles mafieuses la famille Gambino ou l'Outfit de Chicago.